# Liste des conseillers généraux de la Vendée (1955-1958)
Pour les articles homonymes, voir conseiller général de la Vendée.
En 1955, des élections cantonales sont organisées les 17 et 24 avril pour désigner les conseillers généraux qui représenteront le département de la Vendée jusqu’en 1958.

## Groupes politiques à l’Assemblée départementale
| ‹ 1951 | Conseillers généraux de la Vendée | 1958 › |

| Parti                        | Parti                                            | Sigle | Élus |
| ---------------------------- | ------------------------------------------------ | ----- | ---- |
|                              | Parti républicain, radical et radical-socialiste | PR    | 4    |
|                              | Mouvement républicain populaire                  | MRP   | 4    |
|                              | Centre national des indépendants et paysans      | CNI   | 4    |
|                              | Républicains indépendants                        | RI    | 1    |
|                              | Parti communiste français                        | PCF   | 1    |
|                              | « Divers droite »                                | DVD   | 16   |
| Président du conseil général |                                                  |       |      |
| Auguste Durand (DVD)         |                                                  |       |      |

## Liste des conseillers généraux suivant leurs cantons
| Canton                  | Conseiller                      |  | Parti                                               |
| ----------------------- | ------------------------------- |  | --------------------------------------------------- |
| Beauvoir-sur-Mer        | Raoul Pelote                    |  | DVD Divers droite                                   |
| Chaillé-les-Marais      | M. Marteil                      |  | DVD Divers droite                                   |
| Challans                | François Boux de Casson         |  | DVD Divers droite                                   |
| Chantonnay              | Michel Crucis                   |  | CNI Centre national des indépendants et paysans     |
| Fontenay-le-Comte       | Marceau Bretaud                 |  | DVD Divers droite                                   |
| La Châtaigneraie        | M. de Villeneuve                |  | DVD Divers droite                                   |
| La Mothe-Achard         | M. Pateau                       |  | MRP Mouvement républicain populaire                 |
| La Roche-sur-Yon        | Jean Péaud                      |  | PR Parti républicain, radical et radical-socialiste |
| Le Poiré-sur-Vie        | Jacques Dugast                  |  | DVD Divers droite                                   |
| Les Essarts             | Arsène Mignen                   |  | DVD Divers droite                                   |
| Les Herbiers            | Zoé de Chabot                   |  | DVD Divers droite                                   |
| Les Sables-d’Olonne     | Charles Rousseau                |  | CNI Centre national des indépendants et paysans     |
| L’Hermenault            | M. Venant                       |  | DVD Divers droite                                   |
| L’Île-d’Yeu             | Louis Michaud                   |  | MRP Mouvement républicain populaire                 |
| Luçon                   | Pierre Nau                      |  | PR Parti républicain, radical et radical-socialiste |
| Maillezais              | Jean Fleury                     |  | PCF Parti communiste français                       |
| Mareuil-sur-Lay         | Maurice Priouzeau               |  | DVD Divers droite                                   |
| Montaigu                | Auguste Durand                  |  | DVD Divers droite                                   |
| Mortagne-sur-Sèvre      | Rémy René-Bazin                 |  | DVD Divers droite                                   |
| Moutiers-les-Mauxfaits  | Henri Caillemer                 |  | CNI Centre national des indépendants et paysans     |
| Noirmoutier-en-l’Île    | Hubert Poignant                 |  | CNI Centre national des indépendants et paysans     |
| Palluau                 | Pierre Roy                      |  | RI Républicains indépendants                        |
| Pouzauges               | Charles Mignen                  |  | DVD Divers droite                                   |
| Rocheservière           | Pierre Lefeuvre                 |  | MRP Mouvement républicain populaire                 |
| Sainte-Hermine          | Gérard Jamin                    |  | PR Parti républicain, radical et radical-socialiste |
| Saint-Fulgent           | Gilbert de Guerry de Beauregard |  | DVD Divers droite                                   |
| Saint-Gilles            | M. Garreau                      |  | MRP Mouvement républicain populaire                 |
| Saint-Hilaire-des-Loges | M. Debreuil                     |  | PR Parti républicain, radical et radical-socialiste |
| Saint-Jean-de-Monts     | Théodule Chartier               |  | DVD Divers droite                                   |
| Talmont-Saint-Hilaire   | Paul de Lézardière              |  | DVD Divers droite                                   |